# Tuo figlio
Tuo figlio (Tu hijo) è un film del 2018 scritto da Miguel Ángel Vivas in collaborazione con Alberto Marini e diretto dallo stesso Vivas.
La pellicola è entrata nel catalogo Netflix il 1º marzo 2019.

## Trama
Il chirurgo Jaime Jiménez ha una vita tranquilla tra l'ospedale in cui lavora, e la propria abitazione in cui vive con la moglie Carmen e i due figli adolescenti Sara e Marcos. Si ritrova a dover curare un bambino il cui padre, Juan, per riconoscenza si dichiara disposto a fare qualsiasi cosa per lui. Jaime comprende che Juan è violento con il figlio e con la moglie Maria José, motivo per cui il bambino non vorrebbe tornare a casa. Proprio mentre si occupa del bambino, in ospedale arriva il figlio Marcos in fin di vita, lasciato in queste condizioni dopo una rissa davanti ad una discoteca. Il proprietario della discoteca, Manuel Barrero, si presenta da Jaime con un mazzo di fiori dichiarandosi dispiaciuto per l'accaduto e offrendosi di pagare le spese mediche, chiedendo anche di dichiarare alla stampa che la discoteca non ha alcuna responsabilità nell'accaduto.
Jaime non vede da parte della polizia interesse nel risolvere il caso e quindi decide di farsi giustizia da solo, trasformandosi lentamente da padre di famiglia e ottimo chirurgo in uomo accecato dalla rabbia che vuole vendicare il figlio a tutti i costi. Interroga gli amici del figlio e chiunque possa sapere qualcosa, cercando di capire cosa sia successo quella notte. Parla con Pedro, migliore amico di Marcos, e riesce ad individuare un ragazzo che dovrebbe aver filmato tutta la rissa. Jaime trova il giovane, lo insegue e, ignorando la legge,  lo aggredisce sottraendogli il cellulare con il video del brutale  pestaggio. Viene denunciato e la polizia non potrà vedere il video in quanto contenuto in un cellulare sottratto illegalmente. Jaime decide allora di parlare con Andrea, ex fidanzata di Marcos, che ora sta con Raúl Barrero, figlio di Manuel (il proprietario della discoteca). Lei nasconde chiaramente qualcosa a proposito della rissa, ma decide di tacere. Proprio allora, Jaime riconosce in Raúl uno dei ragazzi che hanno massacrato Marcos e paga Juan perché lo pesti a sangue. Juan però sparisce e, quando Jaime va a cercarlo, Manuel si infila nella sua macchina, gli getta sul cruscotto il pacchetto con i soldi e le istruzioni che Jaime aveva dato a Juan, infine gli rompe la mano destra con un martello e gli intima di star lontano da suo figlio Raúl. Intanto Carmen è molto preoccupata per la situazione del marito, nonostante sia all'oscuro di tutto.
Jaime si arma di un bisturi (non riesce a maneggiare la pistola con la mano destra massacrata) e si reca alla discoteca dove trova Raúl, lo segue nei bagni e lo uccide piantandogli il bisturi nel collo. Poi lascia la discoteca, si lava dal sangue e si libera del bisturi.
Una volta a casa, l'uomo trova in salotto la figlia Sara con Andrea. La figlia insiste per mostrargli un filmato. Nel video, registrato da Pedro poco prima della rissa, Marcos e Andrea sono in macchina e il giovane, dopo aver anche sniffato cocaina, accusa Andrea di averlo tradito con Raúl prima che si lasciassero. Marcos stupra Andrea nella macchina mentre Pedro riprende la scena col cellulare dal sedile posteriore. Jaime ora capisce tutta la dinamica del dramma ma si ostina a difendere il figlio, ignorando la sofferenza di Andrea e sottraendole il telefono con il video dello stupro.
Il film finisce con Jaime che si ritrova in ospedale, di fianco al letto del figlio, e riguarda il filmato dello stupro. Le palpebre di Marcos si muovono leggermente e, per la prima volta, si vede il volto orrendamente massacrato del giovane, mentre il padre cancella il video con un singhiozzo di dolore.

## Distribuzione
Il film è stato presentato al Valladolid International Film Festival 2018 ed è poi uscito nelle sale spagnole. Poi, è stato distribuito in italiano da Netflix ed è stato aggiunto al catalogo il 1º marzo 2019.